# 石巻市子どもセンター
石巻市子どもセンター（いしのまきしこどもセンター）は、宮城県石巻市立町に所在する児童館。グッドデザイン賞、東北建築賞を受賞。

## 概要
東日本大震災後、石巻市まちづくりクラブが主体となり、そのクラブに属する小中高校生が2011年夏に企画。翌年ゾーニング、内外装・コンセプトの検討、決定を地域や行政が連携して行った。設計・施工は竹中工務店。2013年12月竣工、翌年1月開所。ユニークなデザインが評価され、日本デザイン振興会からグッドデザイン賞2014、日本建築学会東北支部から2014年度東北建築賞作品賞を受賞。

## 建築
木造2階建、敷地面積547m2、建築面積306 m2、延床面積497 m2。1階にギャラリー、ゆったり広場、図書コーナー、キッズコーナー、スポーツ室。前庭に軒下のゆったりとした空間を有し、吹抜けを介して上下階でコミュニケーションがとれる。

## 施設情報
- 開館時間 – 9:30から19:00
- 休館日 - 祝日、毎月第1・3木曜日、12月29日から1月3日
- 対象 – 0から18歳未満の子どもとその保護者

## 交通アクセス
- 仙石線、石巻線石巻駅より徒歩10分

## 周辺施設
- 石ノ森漫画館
- 石巻ハリストス正教会
- 旧観慶丸商店